# Under a Funeral Moon
Under a Funeral Moon treći je studijski album norveškog black metal-sastava Darkthrone. Album je objavljen 24. lipnja 1993. godine, a objavila ga je diskografska kuća Peaceville Records. Under a Funeral Moon zadnji je album na kojem svira gitarist Zephyrous, koji je napustio sastav ubrzo nakon objave albuma.

## Pozadina
Darkthronov prijašnji album, A Blaze in the Northern Sky, smatra se prvim black metal albumom sastava, iako ga neki smatraju više death metal albumom. Fenriz je rekao da bi nakon nagle stilske promjene, A Blaze in the Northern Sky "bio ČISTI black metal album, koji bi samo 3 pjesme". Tvrdi kako su počeli pisati Under a Funeral Moon krajem 1991. godine, s ciljem da stvore "čisti black metal album".

## Produkcija
Album je sniman u Creative Studios u Kolbotnu tijekom lipnja 1992. godine. Studijska produkcija namještena je da se postigne "hladan" i "mrgodan" zvuk. Kritičar na AllMusicu, Eduardo Rivadavia, opisao je zvuk albuma kao: "Pjesme s albuma—već dosta kraće i fokusiranije no pjesme s prijašnjeg albuma—totalno su unakažene od paučine s mutnog pojačala i njegove distorzije, što uistinu daje albumu zvuk kao da je sniman na trećoj generaciji kazeta za kopiranje".

## Objava
Under a Funeral Moon objavila je diskografska kuća Peaceville, dana 24. lipnja 1993. godine. Na omotu albuma nazali se Nocturno Culto, koji smatra pisanje i snimanje albuma kao temelj Darkthronovog kasnijeg rada.

## Popis pjesama
Tekstovi: Fenriz. 
| 1.    | »Natassja in Eternal Sleep«                              | Nocturno Culto | 3:33 |
| 2.    | »Summer of the Diabolical Holocaust«                     | Fenriz         | 5:18 |
| 3.    | »The Dance of Eternal Shadows«                           | Nocturno Culto | 3:43 |
| 4.    | »Unholy Black Metal«                                     | Zephyrous      | 3:30 |
| 5.    | »To Walk the Infernal Fields«                            | Fenriz         | 7:50 |
| 6.    | »Under a Funeral Moon«                                   | Fenriz         | 5:06 |
| 7.    | »Inn i de dype skogers favn« ("U zagrljaj dubokih šuma") | Zephyrous      | 5:25 |
| 8.    | »Crossing the Triangle of Flames«                        | Fenriz         | 6:12 |
| 40:41 |                                                          |                |      |

## Zasluge
- Nocturno Culto – bas-gitara, vokali
- Zephyrous – glavna gitara
- Fenriz – bubnjevi

Ostalo osoblje
- Vidar - inženjer zvuka
- Tomas Lindberg - logotip
- Mayking - mastering